# Adonisea stena
Adonisea stena är en fjärilsart som beskrevs av Smith 1906. Adonisea stena ingår i släktet Adonisea och familjen nattflyn. Inga underarter finns listade i Catalogue of Life.